# Голямопера тризъба надуваща се риба
Голямоперите тризъби надуващи се риби (Triodon macropterus) са вид животни, единствен представител на семейство Triodontidae.
Таксонът е описан за пръв път от Рьоне Лесон през 1831 година.